# 岡晴夫
岡 晴夫（おか はるお、1916年〈大正5年〉1月12日 - 1970年〈昭和45年〉5月19日）は戦前から戦後にかけて活躍した流行歌手。本名は佐々木 辰夫（ささき たつお）。愛称は「オカッパル」「オカッパレ」

## 経歴

### 生い立ち
千葉県木更津市に生まれる。幼い頃に両親を亡くし、祖父の手で育てられる。小学校時代は唱歌の授業が嫌いで、成績はいつも「丙」だったという。6年生の時に音楽の先生から人前で歌を歌うことを勧められ、歌うことに興味を持ったという。
16歳の時に上京し、万年筆屋の店員をしながら坂田音楽塾に通う。その一年後には上野松坂屋に勤める。

### 歌手デビュー
1934年（昭和9年）に、上原げんとと出会い、その後に妻となる奥田清子とも出会う。浅草や上野界隈の酒場などで流しをしながら、音楽の勉強をする。
1938年（昭和13年）にキングレコードのオーディションを受け、専属となる。
翌1939年（昭和14年）2月には、「国境の春」でデビュー。すぐに「上海の花売娘」「港シャンソン」などのヒットを飛ばし、一躍スターとなる。
1940年（昭和15年）には市川市に居を構え、奥田清子と結婚。3人の子供にも恵まれる。太平洋戦争末期の1944年（昭和19年）には、軍属としてアンボン島（現・インドネシア領）に配属されるが、現地の風土病に罹り、帰国を余儀なくされる。

### 全盛期
終戦後は、彼のリーゼントスタイルと、明るいビブラートのかかった歌声は、平和の到来や開放感に充ちた時代とマッチし、「東京の花売娘」、「啼くな小鳩よ」、「憧れのハワイ航路」など相次いで大ヒットをとばす。
昭和20年代を代表するスター歌手として、近江俊郎・田端義夫とともに「戦後三羽烏」と呼ばれた。
地方巡業はどこも大入り満員で、
- 昼夜2度の公演にファンが会場へ入りきれず、「夜の部」終了後に急遽「第3回公演」を行なうことになった[4][注釈 2]。
- 大阪劇場での公演で、「夜の部」が終わって劇場そばの旅館で休もうとしたところ、翌日の「昼の部」を見るために徹夜待ちする観客が既に劇場から旅館の前まで列を作っていた[6]。

などの逸話が伝えられている。
また、ポマードの販売を行う など、副業でも話題を集めた。

### 人気低迷とカムバック
順風満帆に見えたが、人気に伴う多忙さから体調を崩しがちになり、当時芸能界で蔓延していたヒロポンにも手を出すようになって、人気に陰りがみえ始める。
1954年（昭和29年）には、デビュー以来の専属だったキングレコードを辞め、フリー宣言（日本マーキュリーと本数契約を結んでいる）するも ヒット曲にめぐまれず、人気は低迷する。それでも妻や上原げんとの支えを受けて、1955年（昭和30年）にはコロムビアの専属となり、上原の作曲による「逢いたかったぜ」で再出発を果たす。
しかし、間もなく過労のため再び病床に伏し、糖尿病から白内障を併発してしまう。1962年（昭和37年）に再度キングレコードの専属となる が、1965年（昭和40年）には上原げんとの急逝という不幸に見舞われる。
それでも舞台に立ちたい一心で、1968年（昭和43年）に放送を開始した歌番組『なつかしの歌声』（東京12チャンネル（現:テレビ東京））へ頻繁に出演し、往年のヒット曲を披露した。長年の闘病生活で、身体は痩せ往時の美声も失われるなど悲壮な姿だったが、ファンの声援を受け、彼もそれを支えに最晩年まで歌い続けた。最後のステージは文京公会堂で収録され、昭和45年3月30日に放送された。そのステージでは上海の花売娘を歌った。

### 死去
1970年（昭和45年）4月、大阪府守口市での『帰ってきた歌謡曲』（読売テレビ）公開収録へ出演する直前に腹痛を訴え、急遽飛行機で東京に帰った。空港には救急車が手配されていた。その後、飯田橋の警察病院に入院。同年5月19日に肝臓がんのため東京都千代田区の病院で死去。満54歳没。法名「天晴院法唱日詠居士」。遺骨は江東区本立院墓所に埋葬された。
没後7年経った1977年（昭和52年）には、長年暮らした市川市の葛飾八幡宮境内に岡晴夫顕彰碑が建立されている。

## エピソード
- 代表曲の一つである「憧れのハワイ航路」はもともと、小畑実が歌う予定で作られたが、たまたま小畑が東京を離れていて、岡が譲り受けた経緯がある[4][11]。その一方、岡が歌う予定で作られた「お富さん」は、完成前に岡がキングレコードを辞めたことで、当時新人だった春日八郎が急遽歌うことになり、結果として春日の代表曲の一つとなった[12]。
- 上原げんとの葬儀に参列し、友人代表として弔辞に代えて「逢いたかったぜ」を絶唱した。この時の岡は、糖尿病の影響でほとんど失明状態だったという[13]。
- 他界した1970年の夏には、大阪万国博覧会会場でのNHK『第2回思い出のメロディ』に出演し、十八番の「啼くな小鳩よ」を歌う予定だった（死の直前まで、万博の舞台に立つことを言い続けていたという[14]）。なお本番では、かしまし娘と坂本九が「啼くな小鳩よ」を歌って、岡を偲んだ。
- 紅白歌合戦には生涯出場することがなかった。これは、全盛期（紅白歌合戦の黎明期と重なる）には地方巡業のスケジュールを優先し、その後はヒット曲に恵まれず、闘病生活が続いたことによる。
- 長谷川町子の漫画『サザエさん』に、フグ田サザエが「啼くな小鳩よ」を歌う場面がある（夕刊フクニチ1948年3月5日付）[15]。

## 作品
国境の春
作詞：松村又一、作曲：上原げんと（昭和14年2月）
大陸第一歩
作詞：古谷玲児、作曲：佐藤長助（昭和14年3月）
上海の花売娘
作詞：川俣栄一、作曲：上原げんと（昭和14年5月）
港シャンソン
作詞：内田つとむ、作曲：上原げんと（昭和14年8月）
今日も勝ったぞ
作詞：佐藤惣之助、作曲：上原げんと（昭和14年9月）　映画｢土と兵隊｣主題歌
親鳩子鳩
作詞：佐藤惣之助、作曲：細川潤一（昭和14年9月）　映画｢若妻｣主題歌
広東の花売娘
作詞：佐藤惣之助、作曲：上原げんと（昭和15年1月）
南京の花売娘(みどりの光よ)
作詞：佐藤惣之助、作曲：上原げんと（昭和15年3月）
パラオ恋しや
作詞：森地一夫、作曲：上原げんと（昭和16年8月）
花の広東航路
作詞：佐藤惣之助、作曲：上原げんと（昭和16年9月）
ニュー・トーキョー・ソング
作詞：清水七郎、作曲：上原げんと（昭和21年3月）
東京の花売娘
作詞：佐々詩生、作曲：上原げんと（昭和21年6月）
青春のパラダイス
作詞：吉川静夫、作曲：福島正二（昭和21年11月）
啼くな小鳩よ
作詞：高橋掬太郎、作曲：飯田三郎（昭和22年1月）
港に赤い灯が点る
作詞：矢野亮、作曲：八洲秀章（昭和22年6月）
港雨降れば
作詞：高橋掬太郎、作曲：飯田三郎（昭和22年9月）
東京シャンソン
作詞：吉川静夫、作曲：上原げんと（昭和22年10月）
男一匹の唄
作詞：夢虹二、作曲：佐藤長助（昭和23年8月）
憧れのハワイ航路
作詞：石本美由起、作曲：江口夜詩（昭和23年12月）
港ヨコハマ花売娘
作詞：矢野亮、作曲：上原げんと（昭和24年2月）
東京の空青い空
作詞：石本美由起、作曲：江口夜詩（昭和24年3月）
街の波止場
作詞：吉川静夫、作曲：上原げんと（昭和24年5月）
グッドバイ東京
作詞：石本美由起、作曲：江口夜詩（昭和24年6月）
男の涙(夜の裏町)
作詞：高橋掬太郎、作曲：上原げんと （昭和24年9月）　新東宝｢男の涙｣主題歌
涙の小花
作詞：高橋掬太郎、作曲：上原げんと （昭和24年9月）
旅笠街道
作詞：高橋掬太郎、作曲：大村能章（昭和24年9月）
アンコ可愛いや
作詞：松村又一、作曲：上原げんと （昭和24年10月）
マドロスの唄
作詞：松村又一、作曲：上原げんと （昭和24年10月）　｢マドロスの唄｣主題歌
男の人生
作詞：飛鳥井芳郎、作曲：島田逸平（昭和25年4月）
憧れのブルーハワイ
作詞：松村又一、作曲：上原げんと（昭和25年6月）　｢憧れのハワイ航路｣主題歌
男のエレジー
作詞：石本美由起、作曲：宗像宏（昭和25年8月）　「やくざブルース」主題歌
哀恋ブルース
作詞：高橋掬太郎、作曲：上原げんと（昭和25年8月）
長崎の花売娘
作詞：松村又一、作曲：上原げんと（昭和25年8月）
港の子守唄
作詞：松村又一、作曲：島田逸平（昭和26年1月）
東京パラダイス
作詞：若杉雄三郎、作曲：飯田三郎（昭和26年1月）
哀恋行路
作詞：石本美由起、作曲：江口夜詩（昭和26年1月）
船は港にいつ帰る
作詞：高橋掬太郎、作曲：細川潤一（昭和26年5月）
二人のパラダイス
作詞：東條寿三郎、作曲：上原げんと（昭和26年6月）
小鳩椿
作詞：宗像宏、作曲：宗像宏（昭和26年9月）
伊豆は湯の町
作詞：内田つとむ、作曲：宗像宏（昭和26年9月）
赤いランプの貨物船
作詞：宗像宏、作曲：宗像宏（昭和26年10月）
アメリカの花売娘
作詞：若杉雄三郎、作曲：江口夜詩（昭和27年2月）
花火の舞
作詞：若杉雄三郎、作曲：江口夜詩（昭和27年12月）　映画｢花火の舞｣主題歌
道頓堀の花売娘
作詞：若杉雄三郎、作曲：江口夜詩（昭和28年1月）
御神火つばき
作詞：松村又一、作曲：細川潤一（昭和28年3月）
別れの夜霧
作詞：矢野亮、作曲：渡久地政信（昭和28年8月）
港のエトランゼ
作詞：矢野亮、作曲：渡久地政信（昭和28年8月）
さらば別れよ
作詞：高橋掬太郎、作曲：渡久地政信（昭和28年11月）
黒船物語
作詞：高橋掬太郎、作曲：細川潤一（昭和28年11月）
男涙の白椿
作詞：高橋掬太郎、作曲：飯田三郎（昭和28年12月）
今日も雨だよ
作詞：矢野亮、作曲：渡久地政信（昭和28年12月）
幸福はあの空から
作詞：矢野亮、作曲：渡久地政信（昭和29年2月）
抱き寝の長脇差
作詞：高橋掬太郎、作曲：大村能章（昭和29年5月）
若草物語
作詞：横井弘、作曲：飯田三郎（昭和29年7月）
途中下車
作詞：松村又一、作曲：島田逸平（昭和29年9月）
逢いたかったぜ
作詞：石本美由起、作曲：上原げんと （昭和30年7月）

## ライブ・レコーディング
- 「～幻のオン・ステージ～岡晴夫ヒット・パレード 旭川国民劇場ライヴ盤」（1959年・旭川国民劇場、キングレコード NA-275）
- 「実演 岡晴夫の魅力 旭川国民劇場ライヴ盤」（1961年1月&12月・旭川国民劇場、同 NA-277）
- 「甦る岡晴夫 幻のライヴ～「新春歌ごよみ」より」（1962年1月23日・名古屋名鉄ホール、同 SKD-502M，K25A-610）

## 映画出演
- 男の涙（1949年8月29日、新東宝） - 主演
- 岡晴夫のマドロスの唄（1950年2月14日、東京映画配給） - 主演
- 憧れのハワイ航路（1950年4月1日、新東宝） - 主演
- 哀愁の港 やくざブルース（1950年6月27日、大泉映画） - 主演
- 泣くな小鳩よ（1950年7月8日、青柳プロ） - 主演
- 母を慕いて（1951年7月27日、松竹京都） - 本人役（歌唱シーンのみ）
- 花火の舞（1952年11月27日、第一テレビ） - 主演
- 逢いたかったぜ（1955年12月20日、日活） - 主演
- 東京バカ踊り（1956年5月10日、日活） - 岡田晴彦役